# Mycena strobilinoides
Mycena strobilinoides é uma espécie de cogumelo da família Mycenaceae. É mais comum no oeste do que no leste da América do Norte. Produz esporos amiloides e elipsoides.